# René Marqués
René Marqués (* 4. Oktober 1919 in Arecibo, Puerto Rico; † 22. März 1979 in San Juan) war ein puerto-ricanischer Schriftsteller.

## Leben
Marqués absolvierte zunächst eine Landwirtschaftsschule und schloss sie als Agronom ab. Es folgte dann ab 1942 ein Hochschulstudium in Madrid, Columbia und New York. Er wirkte als Erzähler, Romanautor und Dramatiker.

## Werke (Auswahl)
- El hombre y sus sueños, 1948
- El miedo, 1948
- La carreta, 1952
- Otro día nuestro, 1955
- La víspera del hombre, 1958
- La casa sin reloj, 1960
- En una ciudad Ilamada San Juan, 1962
- El apartamento, 1963
- Carnaval afuera, carnaval adentro, 1971